# Provincia de Azua
La provincia de Azua es una de las 31 provincias de la República Dominicana. Se encuentra en la región Sur, especialmente en la de Valdesia.
Su municipio cabecera y ciudad más poblada es Azua de Compostela. Aparece mencionada en la primera Constitución de la República Dominicana, en 1844, con el nombre de provincia de Compostela de Azua.

## Historia
La provincia de Azua, una de las más antiguas de la República Dominicana, tiene una historia rica y vinculada al desarrollo del país desde la época colonial. Fue fundada en 1 504 por orden del gobernador Nicolás de Ovando, convirtiéndose en una de las primeras poblaciones establecidas por los colonizadores españoles en la isla. Su ubicación estratégica en la costa sur facilitó el comercio y la comunicación con otras regiones, convirtiéndola en un punto clave para la economía de la época.
Durante la colonia, Azua fue un importante centro agrícola y ganadero, actividades que la sostuvieron económicamente a lo largo de los siglos. Sus fértiles tierras permitieron el cultivo de caña de azúcar, tabaco y otros productos que abastecían tanto a la colonia como a mercados internacionales. Sin embargo, también fue escenario de múltiples ataques por parte de corsarios y piratas, lo que llevó a la construcción de fortificaciones para la defensa del territorio.
En el siglo XIX, Azua jugó un papel crucial en la lucha por la independencia dominicana. Fue en su territorio donde se libró la célebre Batalla de Azua el 19 de marzo de 1844, apenas días después de la proclamación de independencia. En esta batalla, las fuerzas comandadas por Pedro Santana y Antonio Duvergé enfrentaron a las tropas haitianas que avanzaban con el objetivo de recuperar el territorio. Este acontecimiento tuvo un impacto significativo en el proceso independentista y en la historia de Azua, consolidándola como un escenario clave en los enfrentamientos de la época.
Durante el siglo XX, la provincia de Azua atravesó diversas transformaciones económicas y sociales. La mejora de las infraestructuras viales fortaleció su conexión con otras regiones, favoreciendo el comercio y el desarrollo de sectores como la agroindustria y la pesca. Además, la provincia ha sido reconocida por su producción agrícola, especialmente de frutas y vegetales, así como por la implementación de proyectos de energía renovable, aprovechando sus condiciones climáticas y geográficas.
En la actualidad, Azua es una provincia caracterizada por su arraigada identidad cultural y sus tradiciones. Sus habitantes conservan costumbres y celebraciones, entre ellas las fiestas patronales en honor a Nuestra Señora de los Remedios. Su entorno natural, que incluye playas, montañas y ríos, le otorga un atractivo potencial para el turismo. A lo largo del tiempo, Azua ha desempeñado un papel significativo en la historia de la región, reflejando su capacidad de adaptación y evolución frente a diversos desafíos.

## Etimología
El nombre de la provincia, según Emiliano Tejera, vendría de una palabra taína para denominar la región. Otras teorías explican que se debería al nombre de algún colonizador español de origen vasco.

## Límites
La provincia de Azua tiene el Mar Caribe al sur, las provincias Peravia y San José de Ocoa al este, la provincia de La Vega al norte y nordeste, la provincia de San Juan,  al norte y noroeste, y las provincias Bahoruco y Barahona al oeste.

## Geografía
La provincia de Azua tiene una superficie de 2.682,5 kilómetros cuadrados. Es una de las provincias de mayor territorio, ocupando el cuarto lugar en cuanto a superficie con 5.6% del territorio nacional. 
La parte sur de la provincia se encuentra en la Llanura o Llano de Azua (también conocido como la "Plena de Azua"), un llano costero rodeado por montañas que actúan como barreras para los vientos cargados de agua por lo que las partes bajas de la provincia son muy áridas.

### Montañas
La sierra de Ocoa forma parte del extremo sur de la Cordillera Central. En la mitad norte de la provincia también se extiende esta cordillera. En el suroeste, en los límites con las provincias de Barahona y Baoruco, se encuentran las sierras de Martín García y de Neiba.

### Clima
El clima en Azua es tropical. Durante el invierno, la cantidad de lluvia en Azua es menor que en el verano. Según la clasificación climática de Köppen-Geiger, se encuentra en la categoría Aw. La temperatura media anual es de 26.7 °C, y la precipitación anual es de 745 mm.

## División interna

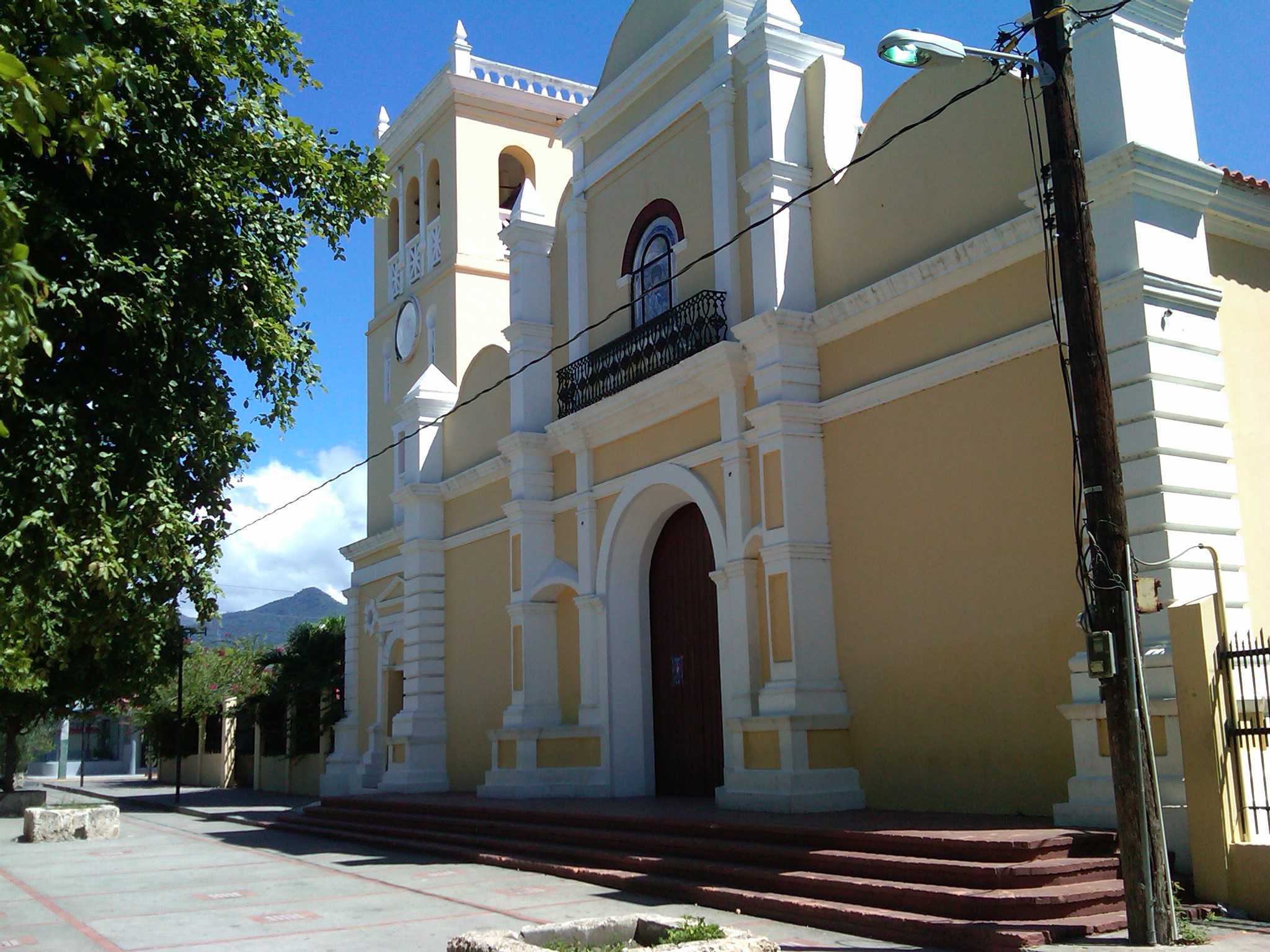
Iglesia de Nuestra Señora de los Remedios en Azua

Los municipios y distritos municipales (D.M.) son:
- Azua de Compostela, municipio cabecera
  - Barreras (D.M.)
  - Barro Arriba (D.M.)
  - Clavellina (D.M.)
  - Doña Emma Balaguer Vda. Vallejo (D.M.)
  - Las Barías-La Estancia (D.M.)
  - Las Lomas (D.M.)
  - Los Jovillos (D.M.)
  - Puerto Viejo (D.M.)
- Estebanía
- Guayabal
- Las Charcas
  - Palmar de Ocoa (D.M.)
- Las Yayas de Viajama
  - Villarpando (D.M.)
  - Hato Nuevo Cortés (D.M.)
- Padre Las Casas
  - La Siembra (D.M.)
  - Las Lagunas (D.M.)
  - Los Fríos (D.M.)
  - Monte Bonito (D.M.)
- Peralta
- Pueblo Viejo
  - El Rosario (D.M.)
- Sabana Yegua
  - Proyecto 4 (D.M.)
  - Ganadero (D.M.)
  - Proyecto 2-C (D.M.)
- Tábara Arriba
  - Amiama Gómez (D.M.)
  - Los Toros (D.M.)
  - Tábara Abajo (D.M.)

## Población

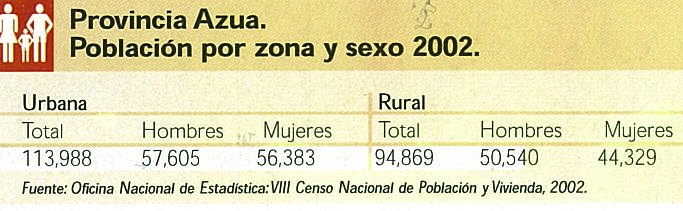
Cuadro representativo de la población de Azua de Compostela

Según los datos proporcionados por la Oficina Nacional de Estadística, la población de la provincia de Azua en 2002 era de 208,857 habitantes, mientras que en 1993 era de 199,684 personas. Al comparar ambos datos, se observa un aumento en la población de la provincia. 
De acuerdo con los resultados del IX Censo Nacional de Población y Vivienda, realizado del 1 al 7 de diciembre de 2010 por la Oficina Nacional de Estadística (ONE), la población de Azua alcanzó los 214,311 habitantes. Como se muestra en el cuadro anterior, en Azua los hombres representan el 52% del total de la población, mientras que las mujeres suman el 48%. Este predominio masculino es más acentuado en las zonas rurales que en las urbanas, lo cual puede explicarse por la significativa emigración de mujeres trabajadoras hacia países europeos y hacia la capital del país.
La composición étnica de Azua está marcada por los vestigios de los primeros asentamientos indígenas, los esclavos africanos y los españoles (principalmente canarios), a los que se sumaron más tarde franceses, italianos y árabes. Estos grupos han dejado su influencia en actividades como los negocios, el folklore y las artes de la provincia.

## Economía

### Agricultura
Azua es una provincia con escasas lluvias, ubicada en el mismo trayecto del sol, lo que le confiere un clima semidesértico. En esta región se cultivan y crían animales típicos de este tipo de ambiente. El 27.3% de la superficie total del municipio de Azua está dedicada a actividades agropecuarias. 
La mayoría de los campesinos trabaja en minifundios, utilizando tecnología anticuada, como arados manuales, bueyes, hachas y machetes, lo que les permite vivir en una economía de subsistencia. Sin embargo, la superficie agrícola se concentra en propiedades de tamaño medio, donde se utiliza tecnología combinada, predominando la mecanización. Las grandes propiedades están en manos de grandes productores.
Los principales cultivos de Azua incluyen tomate, banana, ají, cebolla, sixal, cereales, raíces y tubérculos. La Ley 409 ha favorecido a la provincia con la instalación de empresas agroindustriales.

### Acuacultura
Azua cuenta con varios proyectos de crianza de camarones. Inicio con el “Proyecto Dominicano-Chino” ya que fue establecido entre el gobierno dominicano y el de Taiwán. Actualmente se cuenta con un total de 43 hectáreas y 34 estanques. 

### Minería
Actualmente se han establecido tres compañías de exploración de hidrocarburos, dos en las cuencas de Azua.

### Industria
Las primeras industrias de Azua se dieron en los primeros decenios del siglo XX. Esta provincia consta de 9 panaderías, 5 descascaradoras de café, 5 talleres de ebanistería, 3 fábricas de cigarrillos, 2 sastrerías, 1 taller de vulcanización, 1 fábrica de chancletas y una fábrica de chocolate.

## Recursos naturales
El relieve de la provincia de Azua es variado, con áreas altas y la llanura de Azua, que está limitada al oeste por el río Yaque del Sur, al norte por la Cordillera Central, al sur por el mar Caribe y al este por el río Ocoa. Es un territorio árido debido a la escasez de lluvias, aunque los ríos que la atraviesan y los sistemas de riego la convierten en uno de los principales centros agrícolas. 
La provincia cuenta con dos cadenas montañosas: la Cordillera Central y la Sierra Martín García. En su flora se encuentran especies como la caoba (nativa), jardines holandeses, fincas de plátanos, plantaciones de maíz, arroz, lechoza, yuca, guandules, cactus, rosa, mata de pera, framboyán, bayahonda, adelfa, flor coralillo, café (introducido), javilla, maguey, pino criollo y cayuco.
La flora está estructurada principalmente por bosques de coníferas, especialmente pinos criollos, aunque también se encuentran sabinas, caracolí, cigua blanca, cedro, guárana, palo de viento, manacla y, en las partes más altas, tamarindo salvaje y yaya fina. En cuanto a la fauna, presenta especies similares a las del parque nacional J. Armando Bermúdez. En la avifauna se encuentran especies como:
- La cotorra (Myiopsitta monachus)
- El canario (Cuculus canorus)
- El guaraguao (Buteo platypterus brunnescens)
- La perdiz (Alectoris rufa)
- El cuervo (Sarcoramphus papa)
- El vencejo (Apus apus)
- El pájaro carpintero (Campephilus principalis)
- El ruiseñor (Thryothorus superciliaris)
- La tórtola (Columbina talpacoti)

En la mastofauna se destacan:
- La jutía
- El puerco cimarrón

La flora del parque nacional Sierra Martín García, que rodea la zona, está representada por 232 especies, agrupadas en 82 familias. Las familias más abundantes son Asterácea, Cactácea, Caesalpinaceae, Euphorbiaceae y Rubiaceae. Esta Sierra es de gran importancia para la conservación de especies endémicas raras, como Arcooa gonavensis, Cnidosculus acrandus y Fuertesia domingensis. Además, alberga la palma endémica Coccotrinax boschiana, que forma lo que los habitantes locales llaman "guanal".
La avifauna de la Sierra Martín García y sus alrededores está compuesta por 67 especies, principalmente en lagunas, playas, canales y llanos del área costera de la bahía de Neiba. Las demás especies se distribuyen en bosques densos, áreas deforestadas y zonas con vegetación arbustiva. De las aves reportadas, 14 son migratorias y el resto nativas, incluyendo 11 especies endémicas.
El Monumento Natural Puerto Viejo se encuentra entre las provincias de Azua y Barahona. Fue creado mediante el decreto 233-96 y confirmado con el decreto 319-97, que estableció su área en 319.5 km². En la cima de esta área se encuentran las lomas El Aguacate, El Curro y la Loma Fría, que poseen bosques nublados rodeados de zonas áridas debido a la baja pluviometría. Los animales característicos de la fauna de esta área protegida incluyen la iguana rinoceronte, la culebrita ciega y las boas dominicanas. En cuanto a la flora, son comunes la alpargata, el cayuco y el cagüey.

## Áreas protegidas
La provincia Azua cuenta con diversos ecosistemas que la convierten en un territorio de relevancia para la conservación ecológica de la isla. Cuenta con tres áreas protegidas y se contempla la creación de dos nuevas, que en caso de ser aprobadas serían la Reserva Forestal de Bosque Seco Loma del 20, y la Reserva Forestal de Bosque Comunitario de Hatillo.
Parque Nacional José del Carmen Ramírez. Una parte importante de este parque se encuentra ubicada dentro de los límites de la provincia de Azua, aunque no es exclusivo de esta. Fue creado como una reserva forestal mediante la Ley 5066, del 24 de diciembre de 1958, con el objetivo de proteger el nacimiento de los ríos San Juan, Yaque del Sur y Mijo. Este parque forma una área protegida continua junto al parque nacional Armando Bermúdez, con una extensión conjunta de 1530 km². Ambos parques constituyen, en la actualidad, una de las mayores reservas forestales del país. Dentro de su flora, destaca de manera preponderante el pino criollo (Pinus occidentalis).
Parque Nacional Sierra Martín García. Se encuentra entre los límites de las provincias de Azua y Barahona. Fue creado mediante el decreto 233-96 y posteriormente confirmado mediante el decreto 319-97, que estableció su área en 319.5 km². En la cima de esta área se encuentran las lomas El Aguacate, El Curro y la Loma Fría, que poseen bosques nublados rodeados de zonas muy áridas debido a la baja pluviometría. Los animales característicos de la fauna de esta área protegida incluyen la iguana rinoceronte, la culebrita ciega y las boas dominicanas. En cuanto a la flora, son comunes la alpargata, el cayuco y el cagüey.
Monumento Natural Puerto Viejo. Fue creado mediante el decreto n.º 309, de fecha 31 de diciembre de 1995. De acuerdo con esta legislación, el área protegida fue establecida con el objetivo de proteger los manglares, islotes, corales, praderas de pastos marinos, ciénagas y dunas. Es una zona rica en aves, entre ellas una gallareta conocida como “pico blanco”, que se encuentra en peligro de extinción. La flora de esta área protegida es muy diversa, incluyendo varias especies de manglares. El Monumento Natural también alberga la duna de El Caney, un ecosistema de gran relevancia y particularidad para la zona.

## Universidad
Azua es sede de la Universidad Tecnológica del Sur -UTESUR-, fundada del 10 de junio del 1979. Posee una población estudiantil de 2550 estudiantes y ofrece las siguientes carreras: Educación, Derecho, Contabilidad, Administración de Empresas, Agronomía, Bioanálisis, Enfermería e Informática. Ofrece además, Especialidades en Educación y Maestrías en Alta gerencia, Lingüística y Derecho penal. La UTESUR ha graduado más de 13 mil profesionales en sus 40 años de fundación. Fue declarada en el 2019 por la Alcaldía de Azua como Patrimonio de la Educación en Azua.

## Fiestas patronales
Las fiestas patronales de los distintos municipios que integran la provincia de Azua, suelen celebrarse en honor a un patrón o patrona religiosa, siendo acompañadas por el pueblo con juegos populares y tradiciones folclóricas.

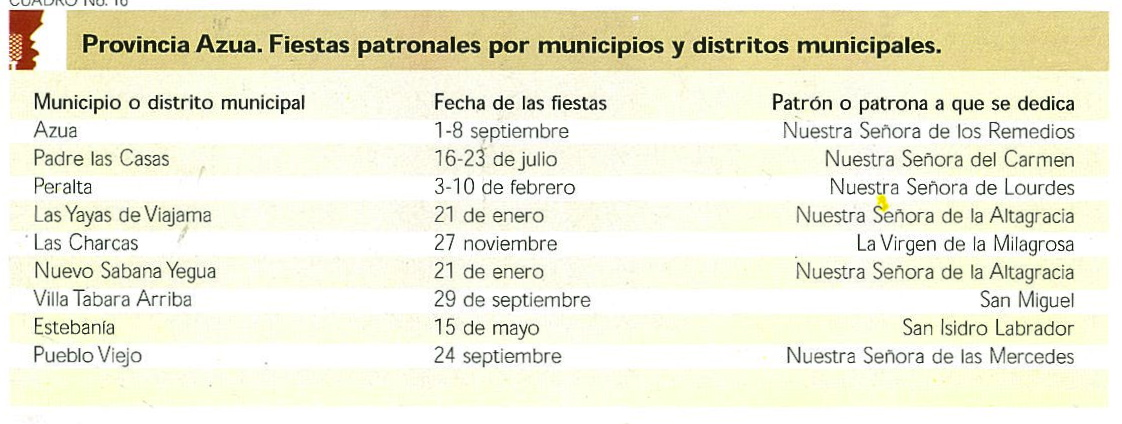
Fiestas patronales de Azua

## El carnaval
El carnaval de Azua es uno de los más antiguos del país. Por tradición se celebra dos ocasiones en el año: una en marzo, celebrando las fechas patrióticas y en el periodo que se celebran los carnavales por todo el mundo, y la otra en septiembre, para las fiestas patronales en honor a Nuestra Señora de los Remedios. El carnaval Azuano consiste en la salida desorganizada de los diablos cojuelos populares, que salen y golpean las muchachas con envases de suero vacíos, que hoy sustituyen las antiguas vejigas de vaca.

## Literatura
Azua es conocida como la tierra de poetas. En el libro Antología de Poetas de Azua, Tomás Alberto Oviedo y Canó incluye poemas de más de 50 poetas nativos de la provincia sureña, entre los que se encuentran Héctor J. Díaz, Bartolomé Olegario Pérez, Héctor Viriato Noboa, Héctor Bienvenido de Castro Noboa, Virgilio López Azuán, Ninfa Estrada, Otto Milanese, entre otros.
Entre los escritores más destacados desde los años 80 se encuentra Emilia Pereyra, finalista del Premio Planeta de España, Premio Nacional de Periodismo 2019 y autora de varias novelas. Algunas de sus obras más destacadas son Cenizas del Querer (novela), El Crimen Verde (novela) y Oh Dios (novela), entre otras.
Otro escritor destacado es Virgilio López Azuán (1959), quien ha publicado 16 libros en los géneros de cuento, poesía, novela y teatro. Ha ganado algunos de los más importantes premios literarios de la República Dominicana y ha ocupado cargos académicos, como Decano de Postgrado y Rector de la Universidad Tecnológica del Sur (UTESUR). López Azuán fue declarado por la Alcaldía de Azua como Hijo Meritísimo de Azua y Activo Cultural del municipio por su destacada trayectoria literaria.
.

## Brújula
| Noroeste: San Juan de la Maguana |                 | Nordeste: La Vega      |
| Oeste: Bahoruco                  |                 | Este: San José de Ocoa |
| Suroeste: Barahona               | Sur: Mar Caribe | Sureste: Peravia       |